# Euphorbia lomelii
Euphorbia lomelii es una especie fanerógama perteneciente a la familia de las euforbiáceas. Es endémica de México.

## Descripción
Es una especie perenne suculenta  con tallo cilíndrico y carnoso. Puede soportar altas temperaturas, ya que es originaria de regiones cálidas. Sin embargo, después de la fase de crecimiento inicial puede soportar temperaturas de hasta 5 °C bajo cero.

## Taxonomía
Euphorbia lomelii fue descrita por Victor W. Steinmann y publicado en Acta Botánica Mexicana 65: 49. 2003.
Etimología
Euphorbia: nombre genérico que deriva del médico griego del rey Juba II de Mauritania (52 a 50 a. C. - 23), Euphorbus, en su honor – o en alusión a su gran vientre –  ya que usaba médicamente Euphorbia resinifera. En 1753 Carlos Linneo asignó el nombre a todo el género.
lomelii: epíteto otorgado en honor del botánico mexicano José Aquileo Lomelí Sención (1955- ), del Herbario y Jardín Botánico de Guadalajara en México, un especialista en Euphorbiaceae.
Sinonimia
- Pedilanthus macrocarpus Benth. (1844).
- Hexadenia macrocarpa (Benth.) Klotzsch & Garcke (1859).
- Tithymalodes macrocarpum (Benth.) Kuntze (1891).
- Tithymalus macrocarpus (Benth.) Croizat (1937).[6][7]